# ولسوالی درواز
ولسوالی درواز (انگلیسی: Darwaz District) تا سال ۲۰۰۵ یک ولسوالی در ولایت بدخشان در افغانستان بود. این ولسوالی بخشی از منطقه تاریخی پادشاهی مستقل درواز بود که اکنون بین افغانستان و تاجیکستان تقسیم شده است. در سال ۲۰۰۵ ولسوالی درواز به ولسوالی مایمی، ولسوالی درواز بالا و ولسوالی شکی تقسیم شد. برخی از نقشه‌ها از نام درواز برای ولسوالی مایمی استفاده می‌کنند. این ولسوالی از نظر تاریخی بخشی از پادشاهی مستقل درواز بود، یک کشورک نیمه مستقل که توسط یک امیر اداره می‌شد.